# Marianne Lindahl
Marianne Lindahl (Stoccolma, 12 maggio 1957) è un'ex cestista svedese.

## Carriera
Con la Svezia ha disputato i Campionati europei del 1978.